# بطولة الوحدات العربية
انبثقت فكرة دورة الوحدات العربية لكرة القدم خلال استقبال الأمير الحسن بن طلال إدارة ولاعبي فريق الوحدات يوم الثلاثاء 18 نوفمبر 1982 لتكريمهم في ديوان الملك الحسين بن طلال، بمناسبة فوزهم ببطولة كأس الأردن، حيث أعلن أنه سيرعى الدورة سنويا، وقد أقيمت الدورة سبع مرات كانت نتائجها وتواريخها على النحو التالي :
النسخة الأولى : عام 1983 حقق البطولة نادي صلاح الدين العراقي
النسخة الثانية : عام 1984، حقق البطولة نادي القوة الجوية العراقي 
النسخة الثالثة : عام 1985، حقق البطولة المنتخب العراقي للشباب
النسخة الرابعة : عام 1987، حقق البطولة نادي الوحدات الأردني
النسخة الخامسة : عام 1990، حقق البطولة المنتخب العراقي للشباب
النسخة السادسة : عام 2001، حقق البطولة نادي الوحدات الأردني
النسخة السابعة : عام 2003، حقق البطولة نادي الوحدات الأردني
وتوقفت بعد ذلك مؤقتا بسبب التزام الوحدات باللقاءات الرسمية محليا وعربيا وآسيوياً ويذكر أن الوحدات يتحمّل كامل النفقات المترتبة على استضافته للفرق الشقيقة التي تشارك في الدورة، وكان من أبرزها منتخب فلسطين ونادي الهلال المقدسي وفريق القدس فلسطين والنادي الرياضي الصفاقسي(تونس) ونادي الكويت الرياضي والنادي العربي (الكويت) ونادي الاتحاد السكندري والنادي الإسماعيلي(مصر) ونادي صلاح الدين ونادي القوة الجوية ونادي الطلبة ومنتخب الشباب(العراق) ونادي المغرب الفاسي ونادي الأنصار ونادي الرياضة والأدب(لبنان) نادي الكرامة ونادي حطين ونادي الوحدة (سوريا).